# John Buckley (football)
Pour les articles homonymes, voir Buckley.
John Buckley, né le 13 octobre 1999 à Manchester en Angleterre, est un footballeur anglais qui joue au poste de milieu de terrain au Sheffield Wednesday, en prêt de Blackburn Rovers.

## Biographie

### Blackburn Rovers
Natif de Manchester, John Buckley signe son premier contrat professionnel avec Blackburn le 26 janvier 2018.
Il fait ses débuts en professionnel le 16 mars 2019 lors d'un match face à Sheffield Wednesday.

## Statistiques
| Saison                | Club                  | Championnat           | Championnat | Championnat | Coupe nationale | Coupe nationale | Coupe de la Ligue | Coupe de la Ligue | Compétition(s) continentale(s) | Compétition(s) continentale(s) | Compétition(s) continentale(s) | Total | Total |
| Saison                | Club                  | Division              | M.          | B.          | M.              | B.              | M.                | B.                | Comp.                          | M.                             | B.                             | M.    | B.    |
| 2018-2019             | Blackburn Rovers      | Championship          | 2           | 0           | -               | -               | -                 | -                 | -                              | -                              | -                              | 2     | 0     |
| 2019-2020             | Blackburn Rovers      | Championship          | 20          | 2           | 1               | 0               | 2                 | 0                 | -                              | -                              | -                              | 23    | 2     |
| 2020-2021             | Blackburn Rovers      | Championship          | 28          | 1           | 1               | 0               | 1                 | 0                 | -                              | -                              | -                              | 30    | 1     |
| 2021-2022             | Blackburn Rovers      | Championship          | 42          | 3           | 1               | 0               | 1                 | 0                 | -                              | -                              | -                              | 44    | 3     |
| 2022-2023             | Blackburn Rovers      | Championship          | 19          | 0           | 3               | 0               | 4                 | 0                 | -                              | -                              | -                              | 26    | 0     |
| Sous-total            | Sous-total            | Sous-total            | 111         | 6           | 6               | 0               | 8                 | 0                 | -                              | 0                              | 0                              | 125   | 6     |
| Total sur la carrière | Total sur la carrière | Total sur la carrière | 111         | 6           | 6               | 0               | 8                 | 0                 | -                              | 0                              | 0                              | 125   | 6     |